# Новохацький Іван
Іва́н Новоха́цький (*1883, Чернігівщина — 27 жовтня 1942, Дубно, Рівненська область) — композитор, регент церковного хору Свято-Іллінського собору у Дубно.
До революції навчався при Придворної співочої капели в Санкт-Петербурзі до 1917 року.
У 1920-х роках переїжджає в Дубно і працює регентом у Свято-Іллінському соборі, де провідними співаками були Зінаїда Новохацька, Галина Салієнко, Олександр Іванов тощо Залишив після себе багато партитур; серед його творів особливо відомими стали «Отче наш» для сопрано і хору, «Вірую» для баса і хору..
Новохацький керував і світським хором, що брав участь у Шевченківських вечорах громадськості міста. Знали його як вправного регента і в церквах Пустині та Підборець.